# Kito (Tonga)
Kito (auch: Keetoo) ist eine Insel im Südwesten von Haʻapai im Pazifik. Sie gehört politisch zum Königreich Tonga.

## Geografie
Das Motu liegt im Südwesten der Inselgruppe, relativ weit südlich und entfernt vom Zentrum von Haʻapai, zwischen Trerise Patch-Riff, Russell Reef und Tungua.
Auf Kito steht das Kito Island Lighthouse (3198.5, K4638.5).

## Klima
Das Klima ist tropisch heiß, wird jedoch von ständig wehenden Winden gemäßigt. Ebenso wie die anderen Inseln der Haʻapai-Gruppe wird Kenutu gelegentlich von Zyklonen heimgesucht.